# 波鸿市政厅

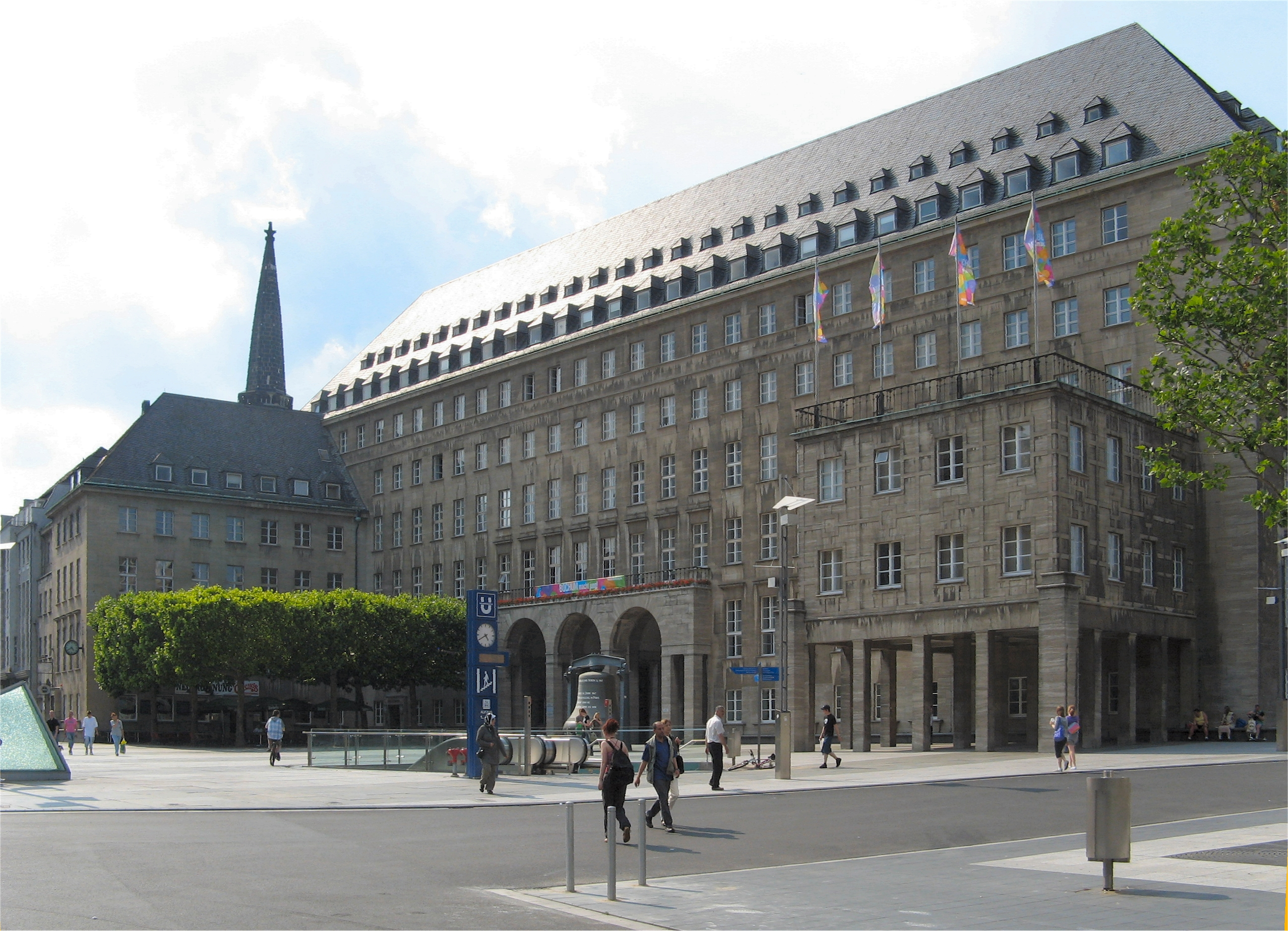

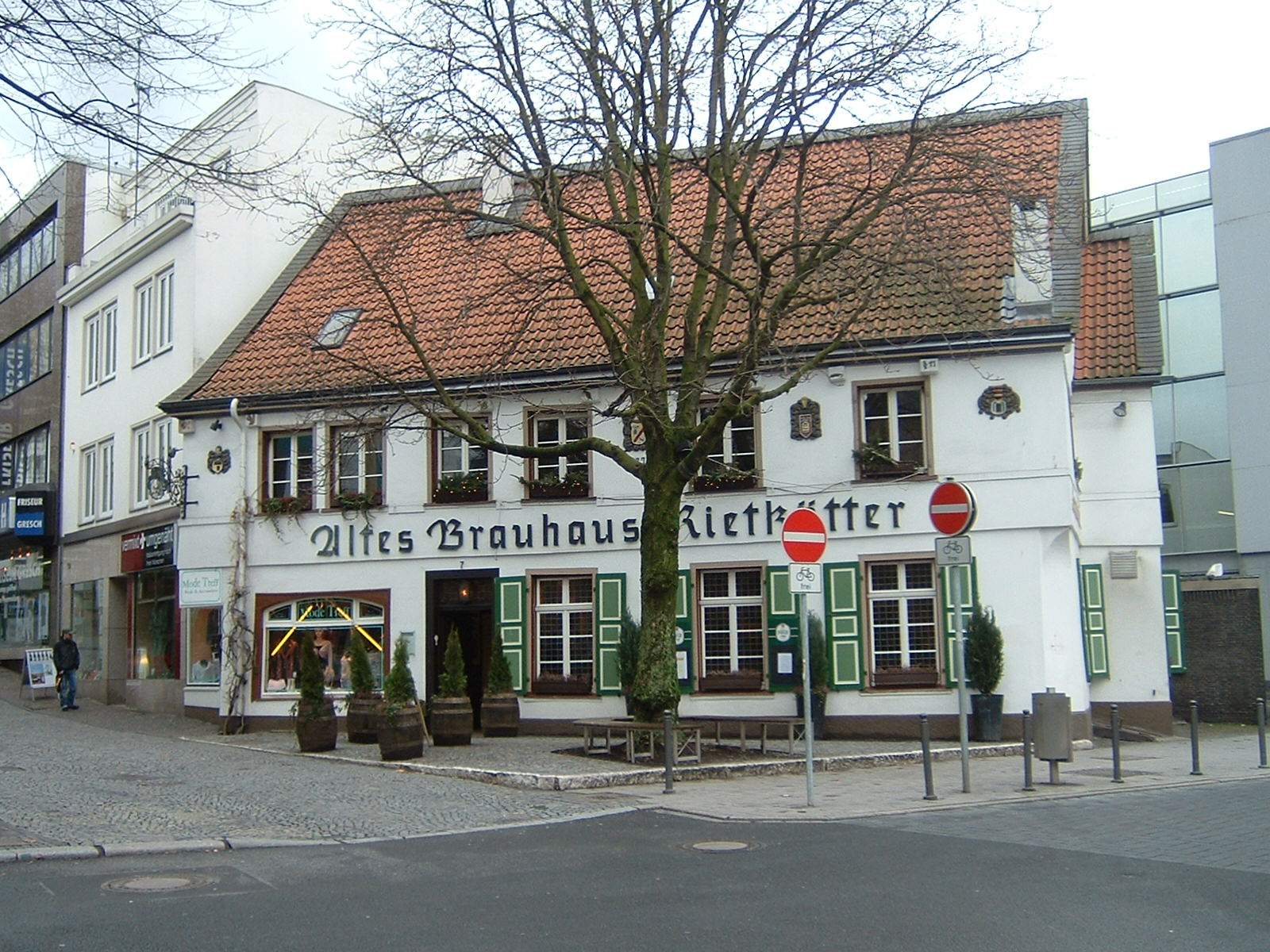

波鸿市政厅（Rathaus Bochum）是鲁尔区重要的代表性建筑之一，建于1927年至1931年，由达姆施塔特建筑师卡尔·罗斯设计，西班牙文艺复兴风格，立面简洁。